# مادر (فیلم ۱۹۵۲)
مادر (انگلیسی: Mother) فیلمی ژاپنی در ژانر درام است که در سال ۱۹۵۲ منتشر شد. از بازیگران آن می‌توان به کینویو تاناکا اشاره کرد.